# Översvämningen i Uruguay 1959

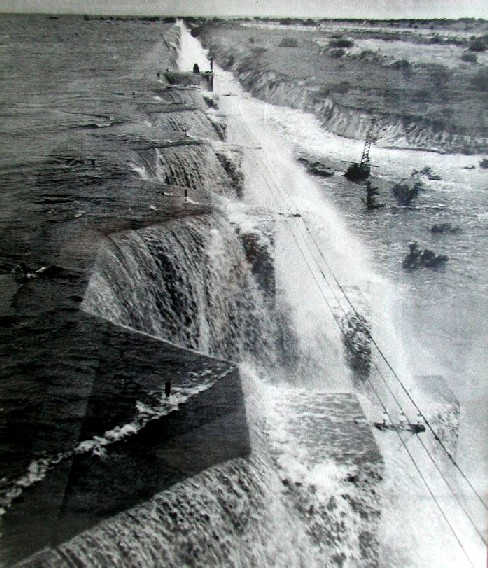
Rincón del Bonete-drammen brister.

Översvämningen i Uruguay 1959 (spanska: Inundaciones de abril de 1959 en Uruguay) inträffade i april månad det året, och var den svåraste översvämningen någonsin i Uruguays moderna historia.
Översvämningen orsakades av intensivt höstregn, och vid Río Negro brast Rincón del Bonete-drammen.

### Fotnoter
1. ↑  ”Milestone-Nomination:Rincon del Bonete Hydroelectric Plant and Transmission System” (på engelska). IEEE Global History Network. http://www.ieeeghn.org/wiki/index.php/Milestone-Nomination:Rincon_del_Bonete_Hydroelectric_Plant_and_Transmission_System.